# Salatrim
Salatrim és l'acrònim per a designar les molècules d'aciltriglicèrids de cadena llarga i curta (Short and long-chain acyl triglyceride molecules). Es presenta a temperatura ambient des de com un líquid lleugerament de color ambre a un sòlid de color de cera.

## Ús
Substitueix els olis i greixos convencionals pel fet de tenir un contingut energètic menor que aquests. Està aprovat per la Unió Europea mitjançant la Decisió 2003/867/CE de la Comissió, d'1 de desembre de 2003 com ingredient en diversos productes alimentaris. i ja estava autoritzat feia anys als Estats Units produït per l'empresa Nabisco.

## Preparació
El salatrim es prepara industrialment per interesterificació de triacetina, tripropionina, o tributirina o de les seves mescles amb olis hidrogenats ja sigui de colza, soia cotó o gira-sol. En el procés es treuen els triglicèrids d'àcids grassos amb tres cadenes curtes.

## Composició
Les molècules salatrim típicament contenen 30-67 mol-% d'àcids grassos de cadena curta (SCFA) i 33-70 mol-% d'àcids grassos de cadena llarga (LCFA); l'àcid esteàric predominant és el LCFA.

## Efectes en la salut
Segons estudis clínics encarregats per l'empresa Nabisco en humans entre els 19 i els 63 anys (30-45 o 60 grams de salatrim per dia) durant quatre setmanes, els problemes intestinals es presentaven més severament (nàusea, rampes d'estómac) amb les dosis més altes.